# Ivanhoe (film 1982)
Ivanhoe è un film per la televisione del 1982 diretto da Douglas Camfield e tratto dall'omonimo romanzo scritto da Walter Scott nel 1819. Ambientato nell'Inghilterra del 1194, è interpretato da James Mason, Anthony Andrews, Sam Neill e Olivia Hussey.

## Trama
Al ritorno dalle Crociate, Ivanhoe, Robin Hood e i sassoni si alleano per aiutare a riportare il re Riccardo sul trono con l'opposizione del principe Giovanni, dei suoi cavalieri normanni e dei Cavalieri Templari.

## Produzione
Il film, diretto da Douglas Camfield su una sceneggiatura di John Gay con il soggetto di Walter Scott (autore del romanzo), è stato prodotto da Norman Rosemont per la Rosemont Productions e la Columbia Pictures Television, e girato nei Pinewood Studios, nel Bamburgh Castle a Bamburgh (esterni) e nell'Alnwick Castle ad Alnwick, in Inghilterra.

## Distribuzione
Il film è stato trasmesso negli Stati Uniti il 23 febbraio 1982 sulla rete televisiva CBS. In Italia è andato in onda per la prima volta il 25 dicembre 1984 in prima serata su Rai 1.
Alcune delle uscite internazionali sono state:
- nei Paesi Bassi il 3 settembre 1982
- in Svezia il 31 dicembre 1982
- in Norvegia il 19 aprile 1984
- in Finlandia il 10 giugno 2009 (in DVD)
- in Serbia (Ajvanho)

## Critica
Secondo il Dizionario della TV, è un "telefilm di ordinaria amministrazione con interpreti privi di carisma (ottimi però i caratteristi, tra cui primeggia James Mason nel ruolo dell'ebreo Isacco)".